# 哈里斯維爾 (新澤西州)
哈里斯維爾（英語：Harrisville）是位於美國新澤西州伯靈頓縣的鬼鎮。

## 歷史
哈里斯維爾的郵局於1856年設立，其後於1862年停運。

## 地理
哈里斯維爾所處的海拔為高於海平面5米（即16英呎），而該地所採用的時區為UTC-5，即北美东部时区（EST）。同時該地設有夏令時間，為UTC-5調快一小時，即UTC-4（EDT）。